# Antoneta Papapavli
Antoneta Papapavli (ur. 17 lutego 1938 w Përmecie, zm. 13 września 2013 w Tiranie) – albańska aktorka.

## Życiorys
Pierwsze kroki na scenie stawiała w okresie nauki w szkole średniej występując w Domu Kultury Ali Kelmendi w Përmecie. Ukończyła studia na wydziale sztuk scenicznych Instytutu Sztuk w Tiranie. Od 1964 pracowała w Teatrze Ludowym (alb. Teatri Popullor) w Tiranie. Zagrała na tej scenie ponad 50 ról.
Na dużym ekranie zadebiutowała w roku 1966 epizodyczną rolą Ngjeli w filmie Komisari i dritës. Potem zagrała jeszcze w 16 filmach fabularnych. W październiku 1985 przeszła na emeryturę. Została uhonorowana orderem Naima Frashëriego I kl. oraz tytułem Zasłużonego Artysty (alb. Artiste e Merituar). Zmarła po długiej chorobie.
Była zamężna, miała syna.

## Role filmowe
- 1966: Komisari i dritës jako Ngjela
- 1976: Tingujt e luftes jako żona Galipa
- 1976: Perballimi jako Klea
- 1977: Ata ishin kater jako żona Labe
- 1978: I treti jako żona Vasila
- 1979: Pertej mureve te gurta jako matka Asimei
- 1980: Shoqja nga fshati jako Lefka
- 1981: Gjurmë në kaltërsi
- 1981: Hije, qe mbeten pas jako Sania
- 1981: Si gjithe te tjeret jako matka Jety
- 1981: Kercenimi jako Marina
- 1981: Shoku yne Tili jako dyrektorka
- 1983: Apasionata jako nauczycielka muzyki
- 1984: Nxhenesit e klases sime jako żona Kristofora
- 1984: Fushë e blertë, fushë e kuqe
- 1986: Kur hapen dyert e jetës jako matka Lizy
- 1986: Kur ndahesh nga shokët jako matka Zany
- 1988: Hetimi vazhdon jako matka